# سلیا کاپسیس
سلیا کاپسیس (به انگلیسی: Silia Kapsis) با نام کامل واسیلیکی سیلیا کاپسیس (به انگلیسی: Vasiliki Silia Kapsis) (زاده ۵ دسامبر ۲۰۰۶) خواننده، ترانه‌سرا، رقصنده و بازیگر استرالیایی است.
او نماینده قبرس در یوروویژن ۲۰۲۴ بود.